# Friedrich-Wilhelm Heel
Friedrich-Wilhelm Heel (* 25. Februar 1915 in Braunschweig; † 28. März 2001 in Sankt Augustin) war ein deutscher Brigadegeneral des Heeres der Bundeswehr, Major im Generalstab des Heeres der Wehrmacht und Angehöriger der Organisation Gehlen. Zuletzt war er Amtschef des Materialamtes der Bundeswehr in Sankt Augustin.

## Leben
Heel, Sohn eines Forstmeisters, machte 1935 das Abitur an der Gaußschule in Braunschweig und trat anschließend am  1. April 1935 als Offizieranwärter in die Wehrmacht ein. Am 1. April 1939 wurde er zum Leutnant ernannt und war von November 1938 bis Dezember 1940 Regiments-Adjutant im Artillerie-Regiment (motorisiert) 29 in Erfurt, mit dem er in Polen, Luxemburg und Frankreich eingesetzt wurde. Von Dezember 1940 bis November 1941 wer er bei der Nebeltruppe (Raketenartillerie) eingesetzt und von Dezember 1941 bis Februar 1943 Batteriechef beim Kommandeur der Nebeltruppe der 11. Armee an der Ostfront. Vom Februar bis August 1943 war er zur 333. Infanterie-Division und von September bis Anfang Dezember 1943 zum XXXX. Panzerkorps kommandiert. Vom Dezember 1943 bis Mai 1944 nahm er am 12. Generalstabslehrgang an der Kriegsakademie in Hirschberg im Riesengebirge teil. Von Mai 1944 bis Mai 1945 war er Referent beim Generalquartiermeister im Generalstab des Heeres/Oberkommando des Heeres und war am 1. August 1944 zum Major ernannt. Im Mai 1945 geriet er in Kriegsgefangenschaft.
In der Nachkriegszeit war Heel Angehöriger der Organisation Gehlen. Von Dezember 1951 bis Oktober 1955 war er Angestellter im Amt Blank in Bonn, wo er unter anderem Mitglied der Delegation bei der Verhandlungen zur Europäischen Verteidigungsgemeinschaft war.
Heel wurde am 1. November 1955 als Oberstleutnant in die Bundeswehr eingestellt und war bis Oktober 1956 als Referatsleiter IV D 3 im Führungsstab des Heeres im Bundesministerium für Verteidigung (BMVg) eingesetzt. Von Oktober 1956 bis Mai 1959 war er persönlicher Referent von Staatssekretär Josef Rust im BMVg. Ab Juni 1959 war er an der Logistikschule der Bundeswehr in Hamburg tätig, ab Oktober 1960 als stellvertretender Kommandeur und Leiter des Stabes Auswertung, Truppenversuch und Planung. Anschließend war er von Juli 1961 bis März 1966 Chief of Plans in der Abteilung Logistik im NATO-Oberkommando AFCENT in Fontainebleau bei Paris. Nach einer kurzzeitigen Tätigkeit im Bundeswehramt in Bonn, war Heel in seiner letzten Verwendung ab Oktober 1966 Amtschef des Materialamtes der Bundeswehr in Sankt Augustin. Mit Ablauf des März 1975 wurde er in den Ruhestand versetzt.
Heel war verheiratet und hatte zwei Kinder.

## Auszeichnungen
- Verwundetenabzeichen
- Eisernes Kreuz I. Klasse
- Verdienstkreuz Erster Klasse des Verdienstordens der Bundesrepublik Deutschland (1973)